# Der Richter (Comic)

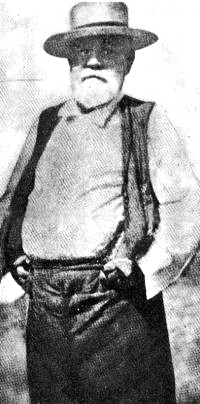
Der reale Roy Bean (1825–1903)

Der Richter ist ein Comic-Band aus der Lucky-Luke-Reihe, der von Morris gezeichnet und von René Goscinny getextet wurde. 
Nach der Zählung des Ehapa-Verlages (beziehungsweise zu Beginn: des Delta-Verlages aus Ehapa und Dargaud) ist dieser Band der 31. der Reihe. Zuvor wurde der Comic schon bei Kauka in Lupo modern als Fortsetzungsgeschichte oder auch in Zack beim Koralle-Verlag veröffentlicht, jedoch erhielt der Comic damals andere Namen.
Ursprünglich wurde der Comic zunächst 1957–1958 im belgisch-französischen Comic-Magazin Spirou und 1959 als 13. Band von Dupuis in Belgien veröffentlicht.
Für die Lucky-Luke-Zeichentrickserie wurde dieser Band verfilmt. Bereits vorher gab es eine Filmversion mit dem Sänger Pierre Perret, Le Juge (1971), in der aber Lucky Luke nicht auftrat.

## Inhalt
Lucky Luke soll eine Rinderherde von Austin in Texas nach Silver City in New Mexico treiben. Hierbei kommt er mit seinen Begleitern an der Stadt Langtry vorbei, die am Fluss Pecos liegt, und rastet in der Umgebung. In der Stadt ist der Richter Roy Bean tätig, der keine Richterausbildung hat und das Amt zu seinem eigenen Vorteil ausnutzt. Er besitzt den Bären Bruno, der ihn unterstützt. Lucky Luke wird wegen angeblichen Viehdiebstahls verhaftet und in Beans Saloon verurteilt, kann jedoch fliehen. In der Stadt taucht ein Bad Ticket auf, der ebenfalls Richter werden will. Nach dem Konflikt der beiden Richter beschließt die Bevölkerung unter Leitung von Lucky Luke, dass einer der beiden die Stadt verlassen muss. Die Entscheidung soll durch ein Pokerduell entschieden werden, jedoch schummeln beide, sodass es zu einem Gleichstand kommt. Bean verlässt die Stadt freiwillig. Da Bad Ticket ebenso ungerecht ist, beschwert sich Luke und soll daraufhin gehängt werden. Beans Bär befreit ihn aus dieser Situation. Luke und Bean überraschen Ticket, können von diesem jedoch eingeschlossen werden. Als sie sich befreien, werden sie irrtümlich für tot gehalten und als Geister betrachtet. Die Bevölkerung will Ticket für den vermuteten Mord aufhängen, Schulmeister Williams will jedoch die angeblichen Geister aufspüren. Nach deren Rückkehr übernimmt Bean wieder das Richteramt, bis die zuvor von Luke verständigte Armee ankommt. Bean muss sich selbst verurteilen. Er beschließt, dass er das Richteramt nicht mehr ausüben darf. Schulmeister Williams wird neuer Richter und sorgt dafür, dass Frieden in der Stadt einzieht. Bean führt seinen Saloon weiter und wird zum Kultsymbol, wohingegen Luke seine Herde zum Zielort treibt.